# Casal Parroquial (Tossa de Mar)
El Casal Parroquial és un edifici del municipi de Tossa de Mar (Selva). És una construcció de tres plantes i terrassa, tres crugies i situat entre mitgeres. La façana està arrebossada i pintada, i en prou mal estat en alguns sectors. Forma part de l'Inventari del Patrimoni Arquitectònic de Catalunya.

## Descripció
La planta baixa consta d'un sòcol arrebossat d'un metre d'alçada, d'una porta principal amb decoració ebenista de la fusta i dues antigues portes adaptades actualment com a porta secundària i com a finestra. Els emmarcaments d'aquestes tres obertures són de pedra calcària de Girona, de mida gran i amb forma d'arc rebaixat a les llindes.
El primer pis consta de tres balcons emergents amb decoració de terrissa amb temàtica floral, marina i figurativa (bust humà) a la part superior de les llindes. Aquestes llindes també són, com les de les obertures de la planta baixa, d'arc rebaixat. Els balcons estan dotats d'un parell de mènsules decorartives de terrissa cadascun i d'unes reixes de ferro amb dos nivells de decoració. Entre la planta baixa i el primer pis hi ha una línia motllurada de separació de plantes.
El segon pis és similar al primer pis, encara que els balcons són més petits i menys emergents. La decoració de les baranes també té dos nivells, però la composició és diferent i les mènsules inferiors, més petites. La major diferència és que no tenen decoració de terrissa sobre les llindes de les finestres balconades, sinó que ja comença la cornisa amb 20 mènsules de mida petita. La cornisa té dos nivells senzills de motllures.

## Història
És una casa construïda entre 1900 i 1910 que exemplifica el tipus d'arquitectura del moment, amb àmplies obertures, terrasses superiors i balcons decreixents segons les plantes. A la planta baixa hi ha dos plafons de ceràmica pintada en record de Mn. Josep Soler de Morell. Un és el nom de la plaça dedicada a ell i l'altre és obra del ceramista barceloní J. Guivernau (1960) i diu: "Al Mn. Soler de Morell Ysamat als L anys de beneficiat organista. El patronat d'Homenatges, MCMLX". Pel que fa a l'autor de la ceràmica amb el bust del mossèn, és el mateix que feu la decoració de la pastisseria Tomàs del carrer de la Guàrdia, també a Tossa (Vegeu fitxa corresponent a la Pastisseria Tomàs-Can Ramonet, de Tossa).

## Galeria

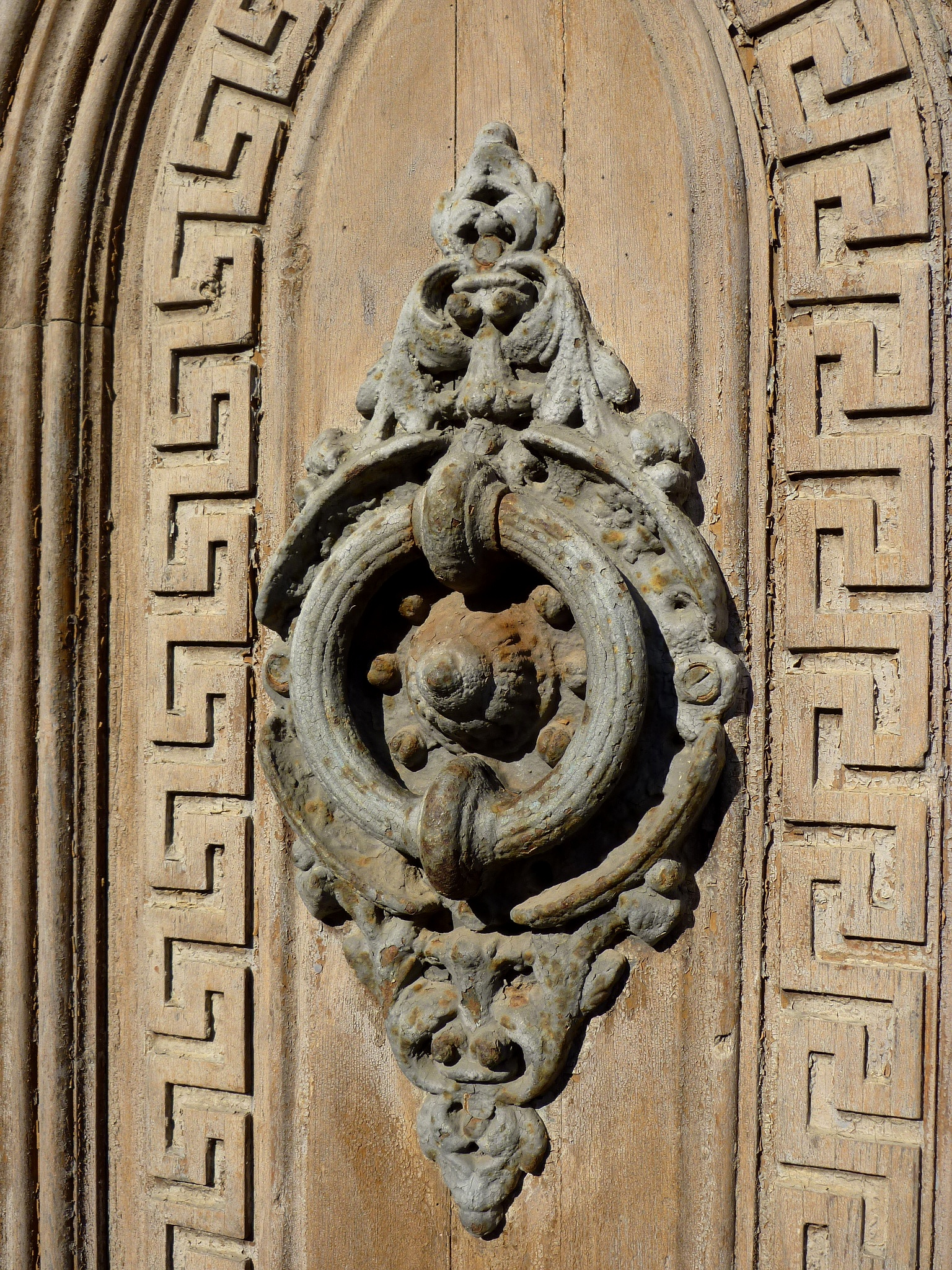
Pany
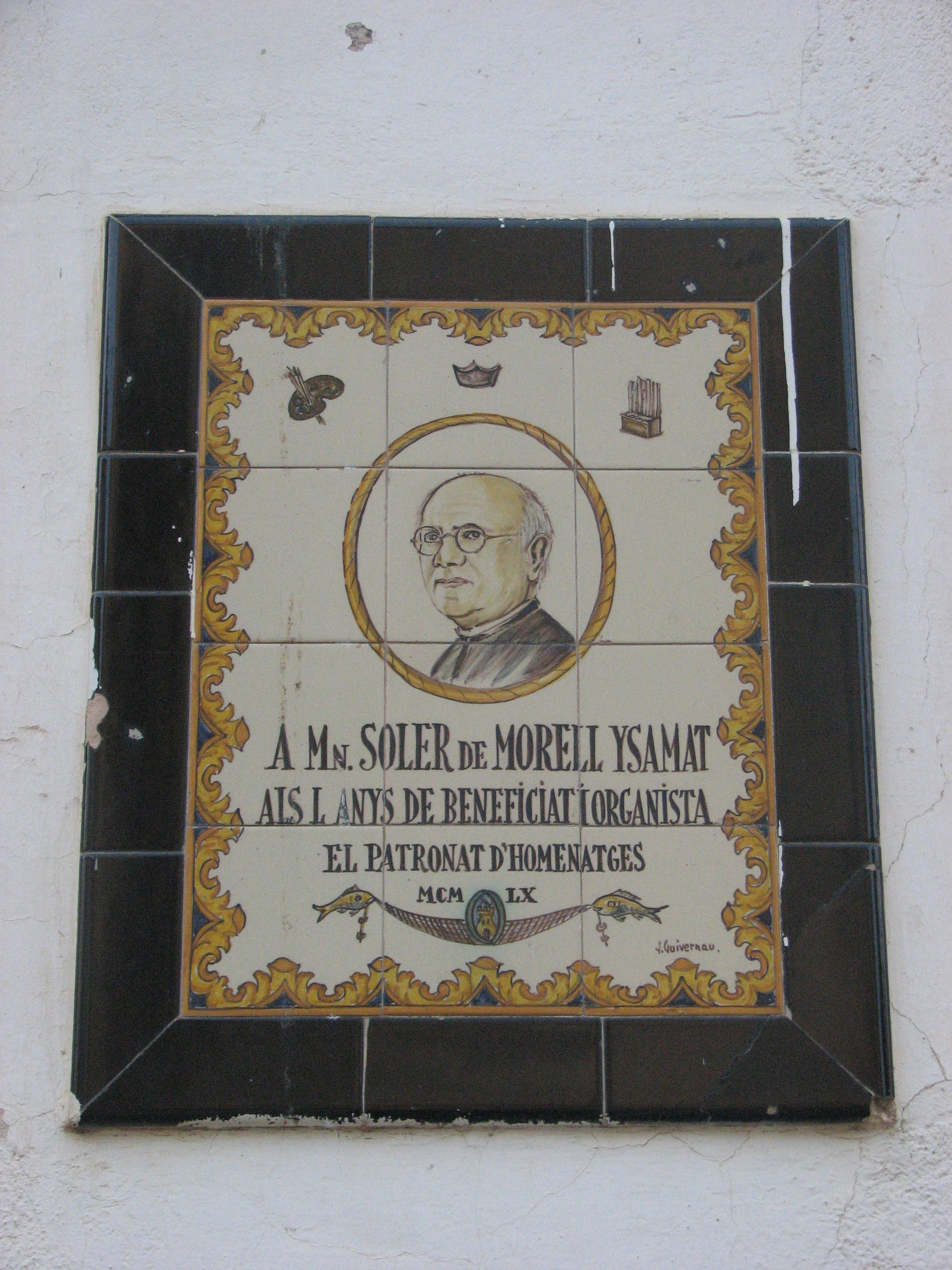
Placa al Casal Parroquial